# 2014 UN225
2014 UN225 ist ein großes transneptunisches Objekt, das bahndynamisch als Scattered Disk Object (SDO) eingestuft wird. Aufgrund seiner Größe gehört der Asteroid möglicherweise zu den Zwergplanetenkandidaten.

## Entdeckung
2014 UN225 wurde am 22. Oktober 2014 von einem Astronomenteam, bestehend aus A. Elliott, Kathleen Grabowski, Harold Spinka, Keith Bechtol, L. Buckley-Geer, David James, Brian Nord, Simon Birrer, N. Sevilla Noarbe, C. Wethers, Chris D’Andrea, D. Gangkofner, T. Li und Devon Hollowood, im Rahmen des Dark Energy Survey–Projekts mit dem 4,0–m–Víctor M. Blanco–Teleskop (DECam) am Cerro Tololo-Observatorium (Chile) entdeckt. Die Entdeckung wurde am 1. Juli 2017 bekanntgegeben.
Der Beobachtungsbogen des Planetoiden beginnt mit der offiziellen Entdeckungsbeobachtung am 22. Oktober 2014. Bisher wurde der Planetoid nur durch das Cerro Tololo–Observatorium beobachtet. Im Juni 2017 lagen insgesamt 13 Beobachtungen über einen Zeitraum von 2 Jahren vor. Die bisher letzte Beobachtung wurde im September 2016 am Cerro Tololo–Observatorium durchgeführt. (Stand 22. März 2019)

## Eigenschaften

### Umlaufbahn
2014 UN225 umkreist die Sonne in 463,77 Jahren auf einer elliptischen Umlaufbahn zwischen 38,53 AE und 81,30 AE Abstand zu deren Zentrum. Die Bahnexzentrizität beträgt 0,357, die Bahn ist 53,11° gegenüber der Ekliptik geneigt. Derzeit ist der Planetoid 45,66 AE von der Sonne entfernt. Das Perihel durchläuft er das nächste Mal 2061, der letzte Periheldurchlauf dürfte also im Jahre 1597 erfolgt sein.
Sowohl Marc Buie (DES) als auch das Minor Planet Center klassifizieren den Planetoiden als SDO; letzteres führt ihn auch allgemein als „Distant Object“.

### Größe
Derzeit wird von einem Durchmesser von 343 km ausgegangen, basierend auf einem Rückstrahlvermögen von 8 % und einer absoluten Helligkeit von 5,7 m. Ausgehend von diesem Durchmesser ergibt sich eine Gesamtoberfläche von etwa 370.000 km2. Die scheinbare Helligkeit von 2014 UN225 beträgt 22,21 m.
Da es denkbar ist, dass sich 2014 UN225 aufgrund seiner Größe im hydrostatischen Gleichgewicht befindet und somit weitgehend rund sein könnte, erfüllt er möglicherweise die Kriterien für eine Einstufung als Zwergplanet. Mike Brown geht davon aus, dass es sich bei 2014 UN225 um vielleicht einen Zwergplaneten handelt.
| Jahr                                         | Abmessungen km | Quelle   |
| -------------------------------------------- | -------------- | -------- |
| 2018                                         | 368,0          | Johnston |
| 2018                                         | 343,0          | Brown    |
| Die präziseste Bestimmung ist fett markiert. |                |          |